# Walter Quintin Gresham
Walter Quintin Gresham (17 marzo 1832 – Washington, 28 maggio 1895) è stato un politico e statistico statunitense.

## Biografia
Fu il trentatreesimo segretario di Stato degli Stati Uniti sotto il presidente degli Stati Uniti d'America Grover Cleveland (24º presidente). Nato vicino a Lanesville nello Stato di Indiana i suoi genitori furono William Gresham (1802 - 1834) e Sarah Davis.
Il 26 gennaio 1834 il padre venne pugnalato a morte da Levi Sipes. Sposò Matilda McGrain nel 1858. Prese parte alla guerra civile ottenendo il grado di generale brigadiere, fu il 31º postmaster General dall'aprile 1883 succedendo a Timothy O. Howe (1816-1883) sino al 4 settembre 1884. Alla sua morte il corpo venne seppellito nel Cimitero nazionale di Arlington.